# Eva Cedeño
Irma Evangelina Cedeño Rascón (Hermosillo, 1989. december 28. –) mexikói színésznő.

## Életrajza
2011-ben kezdte karrierjét a Teledición Hermosillo televíziós műsorvezetőjeként. 2013-ban részt vett a Nuestra Belleza Jalisco versenyen. 2014-ben a Centro de Educación Artística of Televisaban kezdett színészetet tanulni. 2015-ös A que no me dejas című telenovellában debütált színészként, ahol Odette szerepét alakította. 2020-ban megkapta első telenovella főszerepét a Tiéd az életem című sorozatban, amelyben Elena Villaseñort alakította.

## Filmográfia

### Film
| Év   | Cím                          | Szerep       |  |
| ---- | ---------------------------- | ------------ |  |
| 2016 | El Capo: El escape del siglo | Katia García |  |
| 2017 | Extrema obsesión             |              |  |

### Telenovellák
| Év        | Cím                                 | Szerep                       | Magyar hangja  | Szerep         | TV stúdió |
| --------- | ----------------------------------- | ---------------------------- | -------------- | -------------- | --------- |
| 2025      | A.mar, donde el amor teje sus redes | Estrella Contreras           |                | Főszereplő     | Televisa  |
| 2023–2024 | Golpe de suerte                     | Miranda Ortíz                |                | Főszereplő     | Televisa  |
| 2022–2023 | Szerelmek Cabóban                   | Isabela Escalante            | Németh Borbála | fő-Antagonista | Televisa  |
| 2022      | Válaszutak                          | Abril Moreno                 | Simonyi Réka   | Főszereplő     | Televisa  |
| 2021      | ¿Qué le pasa a mi familia?          | Regina Rueda                 | -              | Főszereplő     | Televisa  |
| 2020      | Mi querida herencia                 | Pamela                       | -              | Főszereplő     | Televisa  |
| 2020      | Tiéd az életem                      | Elena Villaseñor             | Simonyi Réka   | Főszereplő     | Televisa  |
| 2019      | Un poquito tuyo                     | Leticia "Lety" Solano        | -              | Főszereplő     | Televisa  |
| 2018      | 'Por amar sin ley                   | Leticia Jara                 | -              |                | Televisa  |
| 2017      | Victoria                            | Cristina Rivadeneira Montero | Ullmann Mónika |                | Televisa  |
| 2017      | Mi adorable maldición               | Inés Bustos                  | -              |                | Televisa  |
| 2016      | María                               | Bertha de Mérida             |                |                | Televisa  |
| 2015      | Ne hagyj el!                        | Odette Córdova               | Köves Dóra     |                | Televisa  |

## Fordítás
- Ez a szócikk részben vagy egészben  az   Eva Cedeño című angol Wikipédia-szócikk ezen változatának fordításán alapul.  Az eredeti cikk szerkesztőit annak laptörténete sorolja fel. Ez a jelzés csupán a megfogalmazás eredetét és a szerzői jogokat jelzi, nem szolgál a cikkben szereplő információk forrásmegjelöléseként.